# Feels Like Home (альбом Линды Ронстадт)
| Оценки критиков      | Оценки критиков |
| Источник             | Оценка          |
| -------------------- | --------------- |
| Allmusic             | [ 1 ]           |
| Chicago Tribune      | [ 2 ]           |
| Entertainment Weekly | A−              |
| Rolling Stone        | [ 4 ]           |

Feels Like Home — двадцатый студийный альбом американской певицы Линды Ронстадт, вышедший в 1995 году.

## История
Альбом вышел 14 марта 1995 года на лейбле Elektra Records. 
Он стал возвращением певицы к кантри-музыке, что не способствовало коммерческому успеху. В результате в американском хит-параде Billboard 200 диск занял только 75-е место. Но записи были сделаны на высоком музыкальном уровне и отзывы критиков были положительными. Среди авторов песен такие звёзды как Нил Янг, Том Петти, Рэнди Ньюман.

## Список композиций
| №   | Название                | Автор(ы)                     | Длительность |
| --- | ----------------------- | ---------------------------- | ------------ |
| 1.  | «The Waiting»           | Том Петти                    | 3:58         |
| 2.  | «Walk On»               | Matraca Berg, Ronnie Samoset | 2:58         |
| 3.  | «High Sierra»           | Harley Allen                 | 4:24         |
| 4.  | «After the Gold Rush»   | Нил Янг                      | 3:33         |
| 5.  | «The Blue Train»        | Jennifer Kimball, Tom Kimmel | 5:04         |
| 6.  | «Feels Like Home»       | Рэнди Ньюман                 | 4:50         |
| 7.  | «Teardrops Will Fall»   | Eddie Deane                  | 3:08         |
| 8.  | «Morning Blues»         | Traditional                  | 3:57         |
| 9.  | «Women Cross the River» | David Olney                  | 3:33         |
| 10. | «Lover's Return»        | A.P. Carter                  | 4:01         |